# Richard Hathwaye
Richard Hathwaye (fl 1597 - 1603) was een Engels toneelschrijver. 
Over Hathwayes leven is weinig bekend. Aangezien zijn naam als schrijver na 1603 nergens meer wordt vermeld, wordt aangenomen dat hij in dat jaar is overleden. Wat wel over zijn leven bekend is, is af te leiden uit de aantekeningen van de Londense theatermanager Philip Henslowe. Zijn naam is verbonden aan 18 stukken die hij schreef voor Henslowe en die werden opgevoerd in diens theater The Rose door de gezelschappen Admiral's Men en Worcester's Men. Hathwaye schreef, zoals destijds vaak voorkwam, de meeste stukken in samenwerking met andere toneelschrijvers.
Het enige solowerk dat van hem bekend is, is King Arthur (1597). 
Afgezien van enkele gedichten is al Hathwayes werk verloren gegaan, met uitzondering van het eerste deel van het met anderen geschreven stuk Sir John Oldcastle, een reactie op de negatieve benadering van een hoofdfiguur in de oorspronkelijke versies van William Shakespeares stukken Henry IV, part 1 en  Henry IV, part 2. Bezwaren van de nakomelingen van de historische figuur John Oldcastle, een protestantse martelaar, leidden waarschijnlijk tot het schrijven van dit stuk. In latere versies van Shakespeares genoemde stukken wordt de naam van Oldcastle gewijzigd in die van 'Falstaff'. 
Toneelschrijvers met wie Hathwaye samenwerkte waren onder meer Anthony Munday, Michael Drayton, Thomas Dekker, William Haughton, Wentworth Smith, Henry Chettle en John Day.
- International Standard Name Identifier: 0000 0000 6351 486X
- Library of Congress Control Number: n83230032
- Nationale bibliotheek van Australië: 36554638
- Virtual International Authority File: 45688583
- WorldCat: E39PBJy4fghfW89MCPhMmDhrbd